# Filippo Sassetti

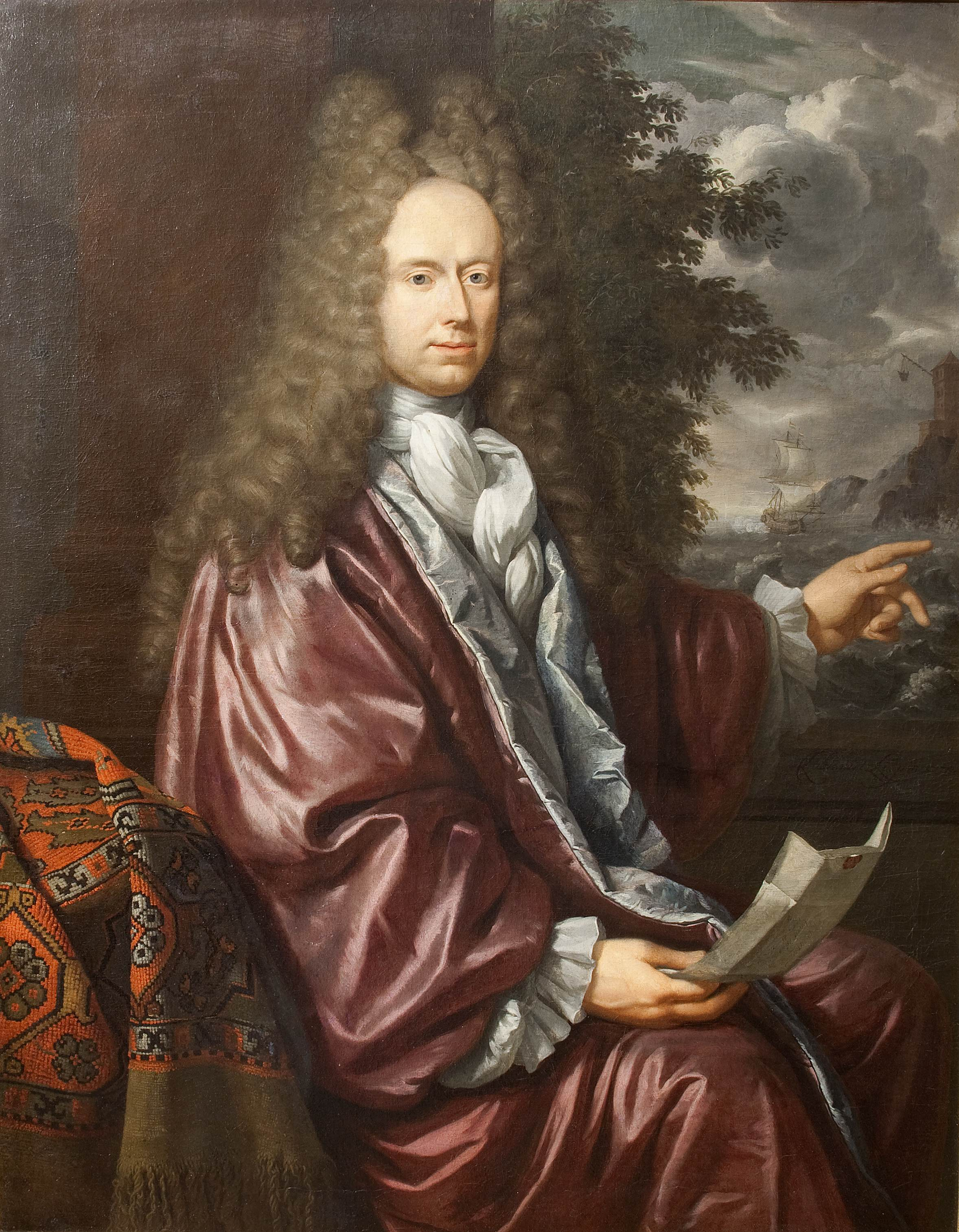
Retrato de Filippo Sassetti de Christoffel Lubienietzky

Filippo Sassetti fue un comerciante que nació en 1540 en Florencia, Italia.
Se destacó por sus viajes al subcontinente indio y por haber sido uno de los primeros europeos en estudiar el antiguo idioma indio, el sánscrito, y su relación con el italiano. En una carta escrita en el año 1585 notó algunas semejanzas entre ambos idiomas, como por ejemplo deva/dio: "Dios", sarpa/serpe: "serpiente", sapta/sette: "siete", ashta/otto: "ocho" y nava/nove: "nueve". Este análisis lo convierte en el precursor del posterior descubrimiento de la familia de lenguas indoeuropeas.
Murió en Goa, India, en 1588.